# Boca del Río (Wenezuela)
Boca del Río – miasto w Wenezueli, w stanie Nueva Esparta, na wyspie Margarita.